# Ligne de Marseille-Blancarde à Marseille-Prado
La ligne de Marseille-Blancarde à Marseille-Prado est une ligne de chemin de fer entièrement située dans Marseille (Bouches-du-Rhône). C'est un embranchement de la ligne de Marseille à Vintimille (frontière), réalisé en 1872, et resté en service sur une portion seulement de son extension. Elle constitue la ligne 937 000 du réseau ferré national et son prolongement vers Marseille-Vieux-Port, la ligne 941 000.

## Histoire
En 1843, Paulin Talabot, responsable du projet de construction de la première ligne de chemin de fer desservant Marseille, avait obtenu l'accord de la municipalité pour établir la gare terminus sur le plateau Saint-Charles. Ce lieu avait l'avantage d'être proche du centre-ville, mais l'espace disponible y était restreint, et on constata vite qu'il ne permettait pas véritablement d'y accueillir toutes les installations nécessaires au trafic voyageurs, aux marchandises, et à la maintenance du matériel. De leur côté, les financiers et les industriels intéressés à développer les espaces disponibles au sud de la ville réclamaient la construction d'une deuxième gare au voisinage de la place de Rome (au milieu de la rue éponyme). En 1862, la municipalité se déclare favorable à un tel projet. Mais le projet finalement réalisé en 1872 n'était qu'un embranchement latéral à la Blancarde sur la ligne de Toulon, et seulement en direction de Saint-Charles. La gare Saint-Charles gardait ainsi son rôle de gare centrale unique, et la ligne du Prado, limitée au trafic marchandises, ne correspondait aucunement aux desiderata de ses promoteurs. Malgré les mises en garde préfectorales, la société du PLM, désormais toute puissante, refusa de rouvrir le dossier, et obtiendra finalement en 1929 la validation de l'état des choses par le gouvernement
Par contre, le manque de place autour de la gare Saint-Charles incita la compagnie à installer, en 1875, ses nouveaux ateliers sur le site de la gare du Prado. En 1939, près de 1000 ouvriers travaillaient sur le site. 
Cependant la situation de la gare du Prado dans un quartier dont la vocation se révéla plutôt résidentielle diminua rapidement l'importance de cette ligne au détriment des gares de marchandises situées au nord de la ville (le Canet, Arenc, Mourepiane), et du triage de Miramas. Au milieu du XXe siècle, le tunnel Prado-Carénage puis la gare du Prado furent abandonnés. Seul fut maintenu le Centre de transfert des résidus urbains (CTRU) de la Capelette, légèrement en amont de la gare du Prado, d'où partent les « trains des fleurs » emportant les détritus de la ville.

### Le chemin de fer du Vieux-Port et de la banlieue sud de Marseille
Une ligne de la place Castellane à la Madrague-de-Podestat est concédée, à titre définitif, à Messieurs Bowles et compagnie par une convention signée avec le ministre des Travaux Publics le 1er juillet 1865. Cette même convention concède à titre éventuel un embranchement sur Mazargues, et une liaison entre la gare de départ du chemin de fer et le quai de Rive-Neuve du Vieux-Port. Cette convention est approuvée le 6 août suivant par un décret impérial qui déclare la ligne d'utilité publique.
L'embranchement sur Mazargues, et une liaison entre la gare de départ du chemin de fer et le quai de Rive-Neuve du Vieux-Port sont déclarés d'utilité publique par un décret impérial le 3 janvier 1868, rendant ainsi la concession définitive.
Sur l'ensemble de ce réseau, seule la liaison entre la gare du Prado et le Vieux-Port a été achevée.
En 1878, le percement d'un tunnel depuis la gare du Prado jusqu'au bassin de carénage situé à l'extrémité sud-ouest du Vieux-port, en passant sous la colline de Notre-Dame de la Garde, donna un intérêt supplémentaire à cette desserte, en établissant une possibilité de transbordement direct entre les bateaux du Vieux-port et le chemin de fer, en parallèle à ce qu'effectuait la gare maritime de la Joliette pour les nouveaux grands ports. L'exploitation de ce prolongement fut reprise par le PLM en 1885 selon les termes d'un traité passé entre les deux compagnies. Ce traité est approuvé par une loi le 30 janvier 1886,.

## État actuel

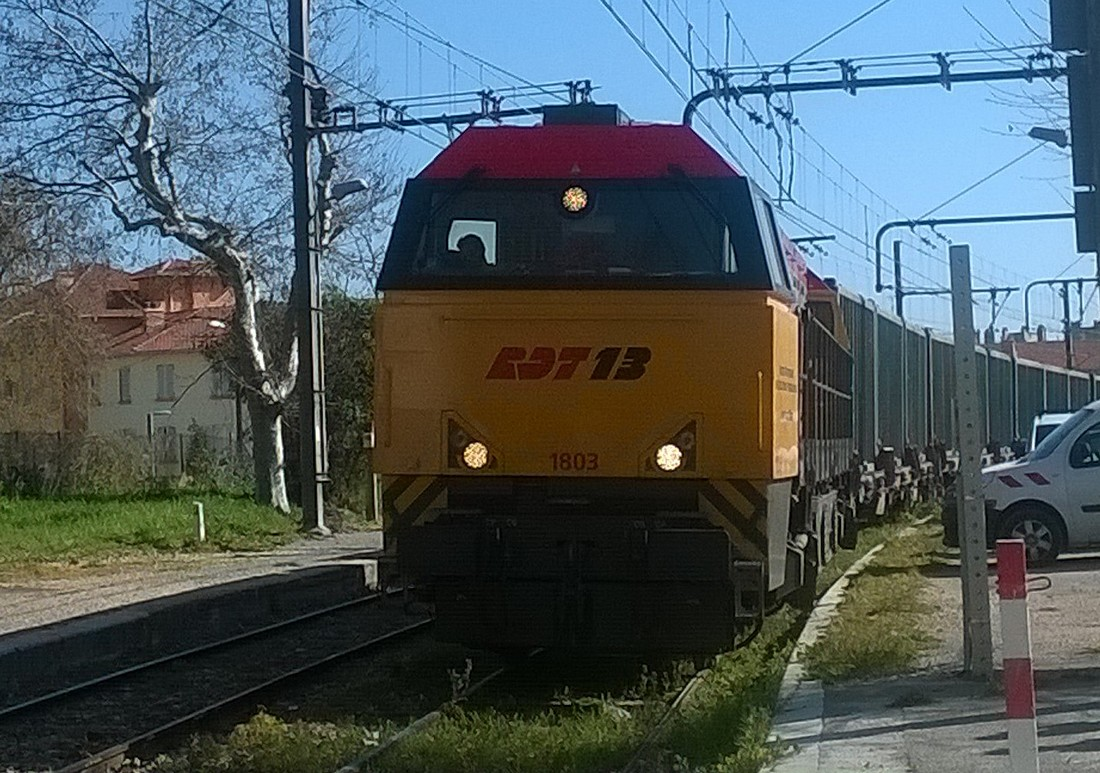
Un train en provenance de la Capelette à l'entrée de la gare de la Blancarde
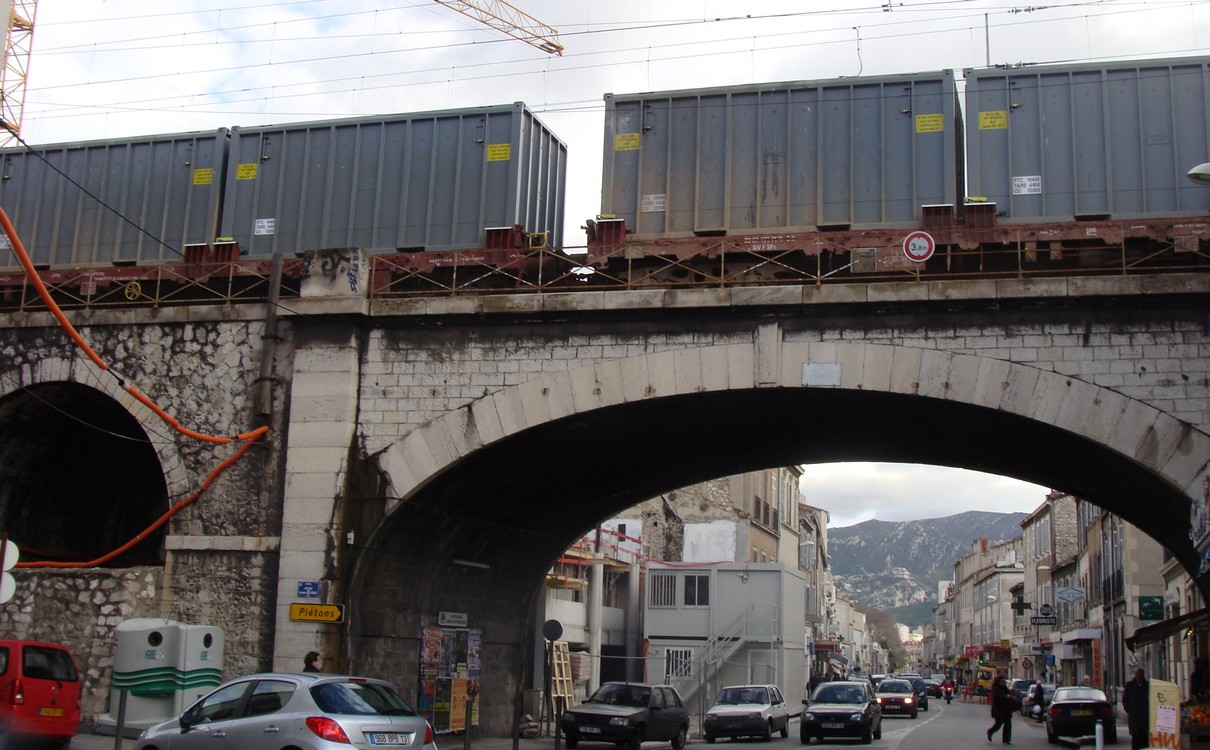
Une rame de détritus urbains en partance de la Capelette franchit l'avenue de la Capelette
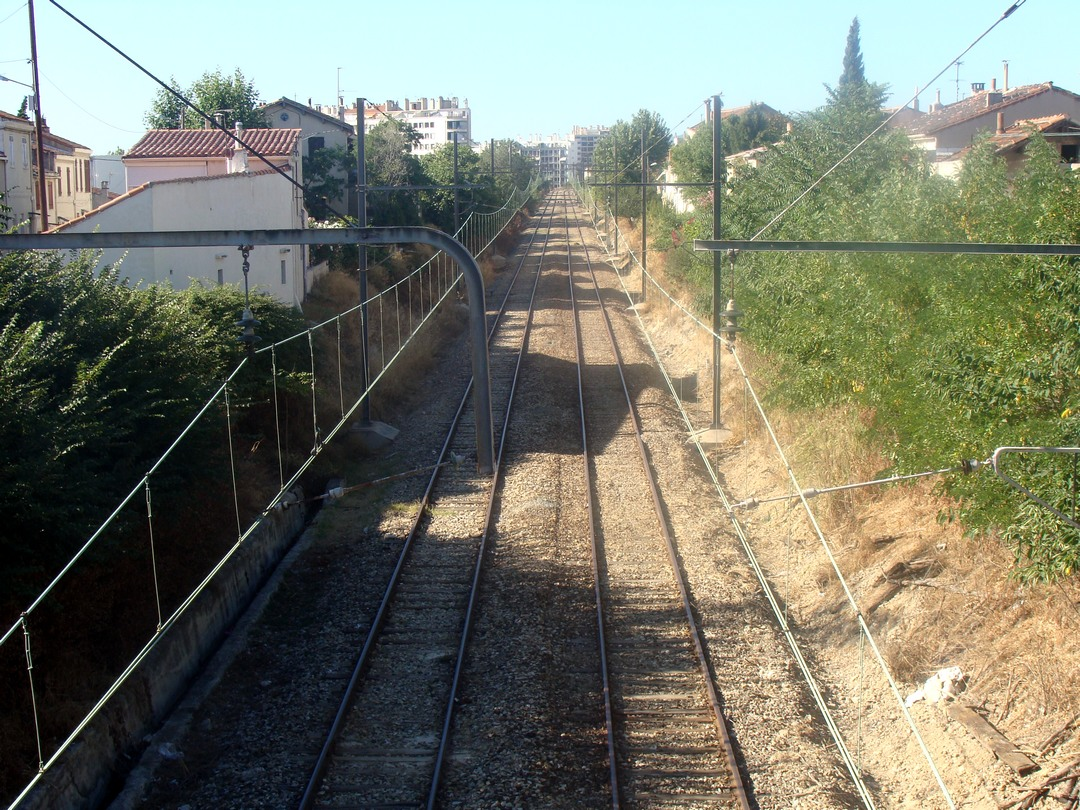
La ligne (à double voie) dans le quartier de la Timone
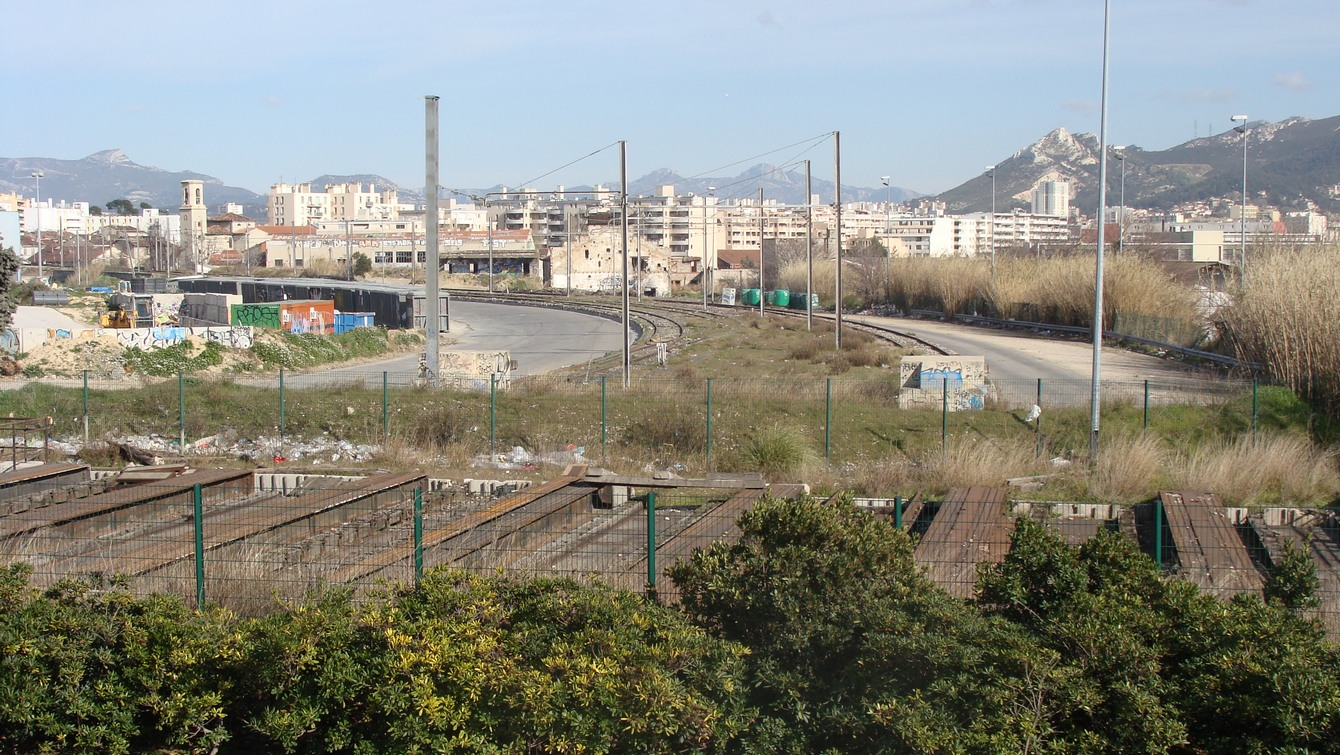
L'arrivée des voies à la gare du Prado (état en février 2009)
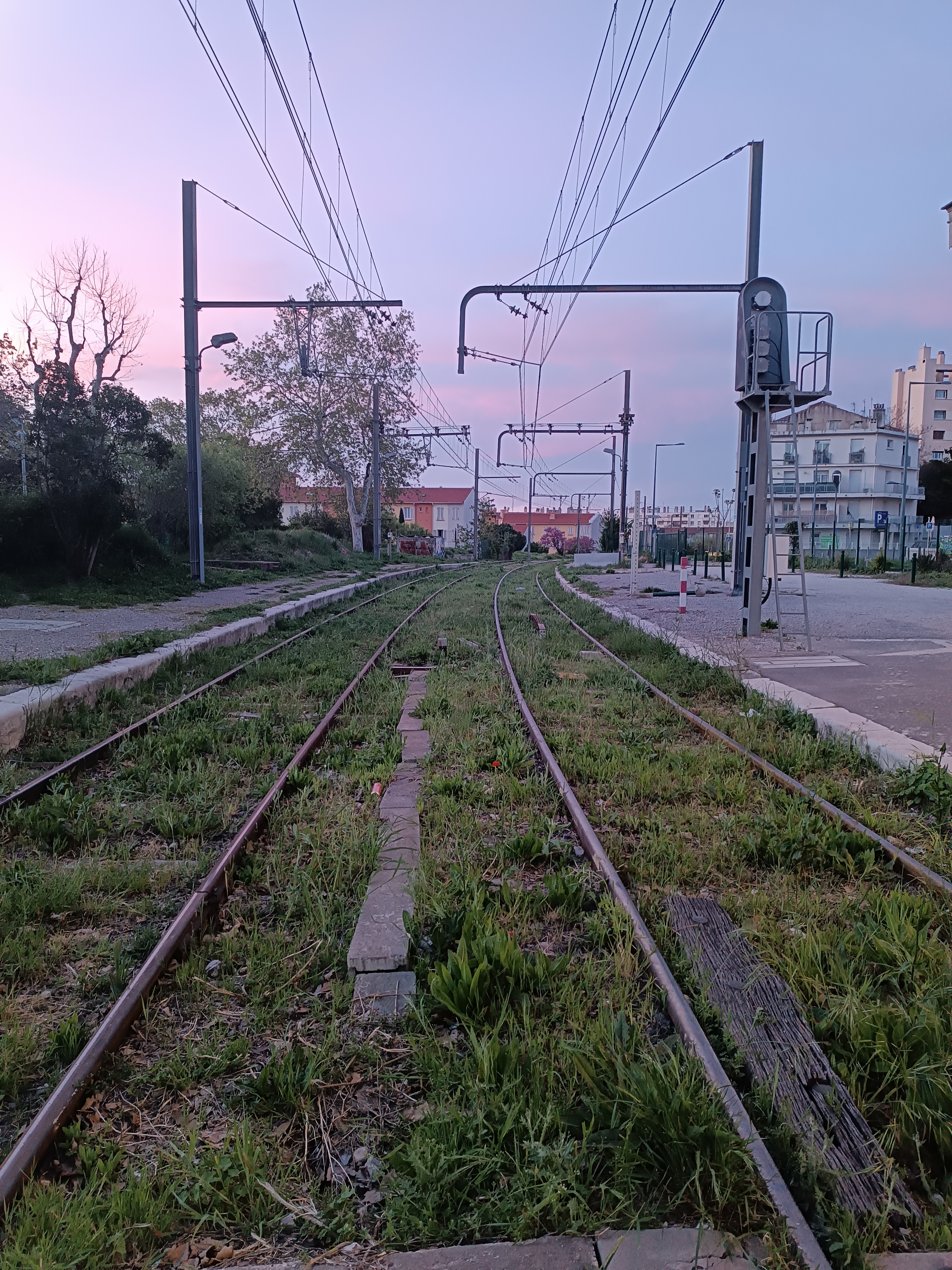
Vue de la ligne direction Prado depuis les voies de Marseille Blancarde

L'embranchement est en service de la Blancarde jusqu'à la Capelette, où il dessert l'un des deux centres de transfert des résidus urbains (CTRU) de Marseille. La ligne, à deux voies depuis la Blancarde, est électrifiée (en 1500 V continu comme la ligne de Paris-Lyon à Marseille-Saint-Charles). Cependant, depuis l'entrée en service fin 2010 de l'incinérateur de Fos-sur-Mer, les liaisons s'effectuent en traction thermique, la ligne de l'Estaque à Fos n'étant pas électrifiée.
Le pont donnant anciennement accès à la gare du Prado, porteur de quatre voies, est resté, mais la gare et ses annexes ont complètement disparu. L'espace libéré a été transformé par la municipalité en un vaste parc public : le « Parc du 26e Centenaire », inauguré en 1999 lors du 2600e anniversaire de la fondation de Marseille. On peut encore reconnaître dans certains éléments de constructions restés sur place les quais de déchargement de l'ancienne gare, et, sur le flanc sud du parc, une arche résiduelle de l'entrée du tunnel vers le Carénage.
Le tunnel Prado-Carénage, dont la transformation en ligne de tramway avait été proposée de longue date[réf. nécessaire], a finalement été repris en tunnel routier. Il a fallu pour cela le doubler en abaissant son radier. Ce double tunnel, en prolongement du tunnel sous le Vieux-port, réalise une jonction entre l'autoroute du littoral (A 55) et l'autoroute est (A 50), permettant une traversée sans arrêt de la ville côté mer, récemment doublée côté est par de l'A507, qui relie l'autoroute nord (A 7) à l'autoroute est.